# NikitA
NikitA és un grup femení ucraïnès de pop forjat a la factoria del productor Iuri Nikitin.
Segons paraules del productor, el nom NikitA és donat per l'agent secret del mateix nom Nikita una dona forta i sexual alhora com femenina. L'estil que vol donar el grup.

## Història
Es forma el 2009 per dues cantants:
1. Iulia Kavtaradze. Havent format part del grup A.R.M.I.A tornava a cantar després d'haver estat mare.
2. Daria Astafieba. Havent estat finalista el 2007 al programa de televisió Fàbrica d'estrelles un programa de l'estil de Graines de star emès a França per la cadena M6. Arran d'aquesta participació va signar un contracte amb el productor Iuri Nikitin.

## Discografia
- Moto Машина (2009). Inclou 10 cançons

1. Солдат (Soldat)
2. Веревки (Cordes/Lligams)
3. Полет над землей (Volant sobre la terra)
4. Буря в пустыне (Tempesta al Desert)
5. Машина (Moto)
6. Зайчик (Conillet referència al conillet de Playboy)
7. Французский поцелуй (Bes francès)
8. Королева (Reina)
9. Ветром (Vent)
10. Это чувство (Aquest sentit)

## Curiositats
La cançó Soldat (Солдат) és un anunci subliminal de la marca del vodka Sobieski en què hi apareix a una versió del vídeo de forma destacada sense veure-s'hi en camp moment el nom sencer de la marca.
Daria Astafieba (nom familiar Даша o Daixa) després ha estat molt popular per haver estat portada del 55è aniversari de la revista Playboy.
El 2009 van demanar participar a Eurovisió per Ucraïna, però posteriorment s'hi van retirar.